# Всесоюзное общество изобретателей и рационализаторов
Всероссийское общество изобретателей и рационализаторов (ВОИР) — общественная организация в России. В СССР действовало Всесоюзное общество изобретателей и рационализаторов.

## История
Российское государство ещё в 1812 году приняло первый юридический акт по охране изобретений — манифест «О привилегияхъ на разныя изобретения и открытия въ художествахъ и ремеслахъ». Документ состоял из 21 параграфа и ознаменовал переход государства к защите изобретений и рационализаторских предложений. Однако на протяжении последующих 120 лет подобная интеллектуальная деятельность не выходила за рамки индивидуальных занятий, не стала всеобщей, что не способствовало воплощению широких новаторских возможностей масс.

### СССР

#### Движение рационализаторов и изобретателей

Значок ВОИР, СССР

Высокие темпы индустриализации, бурный рост промышленности и других отраслей народного хозяйства на первых этапах становления СССР вызвали широкое развитие общественных организаций изобретателей и рационализаторов. Вовлечением в сферу изобретательства и рационализации широких кругов инженеров, специалистов и квалифицированных работников поддерживали крупнейшие учёные: А. А. Байков, И. М. Губкин, А. Ф. Иоффе, Г. М. Кржижановский, А. М. Терпигорев, А. Н. Туполев, К. Э. Циолковский, А. Ф. Шорин и другие.
В 1924—1931 годах в СССР сложилась целая сеть изобретательских органов — Высшие (всесоюзные и республиканские) руководящие органы по изобретательству, изобретательские органы среднего звена управления (при краевых, областных СНХ, трестах, главных управлениях, синдикатах), местные изобретательские органы (при производственных и транспортных предприятиях).

#### Создание ВОИЗ
Постановлением ЦК ВКП(б) от 26 октября 1930 года было одобрено решение ВЦСПС об организации массового добровольного Всесоюзного общества изобретателей (ВОИЗ, 1932—1938 годы). Около полутора лет потребовалось Организационному бюро, чтобы создать Центральный совет общества, привести 7 февраля 1931 г.) первое заседание Президиума.
К учредительному Всесоюзному съезду новаторов, который проходил в Москве с 15 по 20 января 1932 года в Колонном зале Дома Союзов, организации образуемого общества уже насчитывали 300 тыс. членов. Устав общества высшим руководящим органом определил Всесоюзный съезд, решения которого на постоянной основе реализовывал Центральный совет, его президиум, а на местах — республиканские, краевые и областные конференции либо съезды, советы местного уровня на предприятиях и учреждениях. Центральный совет включал в себя президиум, организационно-массовый, оборонный отдел, а также различные отраслевые секторы, а также издательство. Свою цель ВОИЗ определил как «всемерное содействие делу социалистического строительства, реконструкции промышленности и всего народного хозяйства на более высокой технической базе, ускорению темпов индустриализации и усилению технической мощи и обороноспособности страны».
Многочисленные разобщённые кружки, ячейки новаторов, возникшие за годы советской власти на предприятиях, были преобразованы в подразделения ВОИЗ. Общество на местах и в центре привлекало в помощь изобретателям выдающихся специалистов, организовывало профессиональное консультирование по вопросам новаций, защиту и продвижение изобретений в жизнь. Стало проще внедрять новинки технической мысли в производство.
Число членов ВОИЗ быстро росло. За годы первой пятилетки оно превратилось в массовую организацию, объединявшую в своих рядах около 600 тыс. членов. В середине 1930-х годов прошлого века подавляющее большинство членов ВОИЗ (69,4 %) составляли рабочие. Общество объединяло лучших производственников-новаторов. Если на каждые 100 человек, работавших в 1934 году, поступало 13 изобретений и рацпредложений, то на каждые 100 членов ВОИЗ — 138.
С 1935 года в СССР широко развернулось «стахановское движение», которое породило новую волну подъёма технического творчества новаторов. Это наложило свой отпечаток и на работу всех организаций ВОИЗ. На состоявшемся V пленуме Центрального совета ВОИЗ были обсуждены и приняты соответствующие решения. Конкретная помощь «стахановцам» была определена пленумом в качестве одного из ключевых критериев оценки деятельности организаций ВОИЗ.
Волна сталинских репрессий, пик которых пришёлся на 1937—1938 годы, тяжёлым «катком» проехалась и по советским изобретателям. Наряду со справедливыми замечаниями по формализму и другим недоработкам, руководителям ЦС ВОИЗ и нижестоящих его структур стали предъявляться надуманные обвинения в «шпионаже», «вредительстве».
На деле причинами реорганизации были неэффективность управления, отрыв административного аппарата от производства и фактических потребностей рационализаторов, низкий уровень взаимодействия руководящих органов общества и первичных ячеек.

#### Под эгидой профсоюзов
По предложению Президиума ВЦСПС от 7 марта 1938 года было утверждено постановлением СНК СССР № 528 от 22 апреля 1938 года обширная материально-техническая база бывшего ВОИЗ перешла к профсоюзам «в связи с передачей всего дела массового рабочего изобретательства профсоюзам».
С тех пор при центральных, краевых и областных комитетах профсоюзов начали создаваться отделы массово-производственной работы и рабочего изобретательства. Однако существенных изменений к лучшему не произошло. Формализма и начётничества не убавилось, зато движению новаторов производства, по мнению экспертов, ликвидация ВОИЗ нанесла ощутимый ущерб. В частности, отсутствие массовой общественной организации изобретателей и рационализаторов затруднило решение многих вопросов технического характера, касавшихся учёбы новаторов, обмена передовым опытом, оказания квалифицированных консультаций и др.
В годы Великой Отечественной войны рационализаторские предложения позволили в кратчайшие сроки не только запустить промышленные предприятия в новых индустриальных районах Урала и Сибири, но и освоить более эффективные методы и технические нормы производства, изыскать резервы для реализации новаторских идей, роста производительности труда. Внедрение десятков тысяч новаторских предложений в военные годы позволило стране сэкономить сотни миллионов рублей.
В 1942 г. уральский рабочий Д. Ф. Босый изготовил приспособление к фрезерному станку, позволившее ему выполнить за смену около 15 дневных норм и стать зачинателем патриотического движения тысячников. Рационализаторское предложение инструментальщика Центральных мастерских Памирского автотранспортного треста (Киргизия) А. Склярова помогло ему заменить 26 человек на фрезерном и строгальном станках. Своеобразный рекорд установил уральский слесарь Санин: созданный им универсальный штамп за смену выполнил 514 норм.

#### Организация ВОИР
В 1955 году высшее партийное руководство и правительство начали обсуждать перестройку рационализаторской деятельности. На Всесоюзном совещании работников промышленности акцентировалась проблема несоответствия производительности труда в Советском Союзе по сравнению с западными странами, необходимость активизации научно-технического прогресса. В феврале 1956 г. при Правительстве СССР создан Комитет по делам изобретений и открытий, а 17-19 октября того же года состоялось Всесоюзное совещание изобретателей, рационализаторов и новаторов производства.
В 1955 году общее число изобретателей и рационализаторов увеличилось на 220 тысяч человек по сравнению с предыдущим годом, количество поданных предложений — на 443 тысячи, внедренных — на 232 тысячи". За годы пятой пятилетки новаторы внесли свыше 8 млн предложений, давших экономию в 24,5 млрд рублей.
В 1956 году возобновился выпуск специализированного ежемесячного журнала «Изобретательство в СССР». Движение рационализаторов и изобретателей начало расширяться. Так, к концу 1957 года каждый седьмой рабочий Свердловской области являлся рационализатором, а внедрение их предложений за 10 месяцев 1957 года сберегло государству 270 млн рублей.
17 января 1958 года решением Президиума ВЦСПС было создано Всесоюзное общество изобретателей и рационализаторов (ВОИР), которое стало преемником ВОИЗ. Устав ВОИР был принят в ноябре 1963 года.
Изобретательство и рационализаторство снова становится массовым, увеличив свои ряды до более двух миллионов человек. Для реализации своих задач ВОИР создавало специальные фонды материальной поддержки своих членов; определяло систему социальной защиты изобретателей; организовывало и реализовывало консультационную и экспертную помощь предприятиям, организациям и гражданам; заключало контракты со специалистами для разработки образцов новой техники и технологий; осуществляло общественный контроль за соблюдением законодательства в области изобретательства и т. п.
С 1959-го по 1966 год количество членов ВОИР возросло втрое, до 4,2 млн, а на пике своей деятельности объединяло более 14 млн членов. По сравнению с 1950 годом, в 1960 году удельный вес изобретателей и рационализаторов среди всех работников промышленности увеличился с 3,9 % до 10,9 %.
Функциональной основой работы ВОИР стал территориально-отраслевой принцип. Было создано более 78 тыс. первичных организаций общества, работало свыше 47 тыс. консультационных пунктов, 20 тыс. общественных КБ, около 8 тыс. общественных патентных бюро. При обширной сети республиканских, краевых и областных Советов Общества действовали более 600 различных секций по отраслям народного хозяйства.

Удостоверение на рационализаторское предложение, СССР

В 1988 году (одном из успешных для Общества) в ВОИР входило более 118 тысяч ведущих предприятий СССР. Пять народных депутатов СССР от ВОИР курировали депутатскую группу содействия научно-техническому прогрессу, специально созданную при Верховном Совете СССР.
Относительно успешное правовое обеспечение развития изобретательства и рационализаторства позволило Советскому Союзу достичь в этом вопросе существенных достижений. Этому во многом способствовала и плодотворная деятельность таких общественных организаций как ВОИР.
Если в 1939 году в СССР было зарегистрировано 26,9 тыс. изобретений, то в 1987 году — уже 83,7 тыс. Эти показатели были значительно выше, чем в некоторых наиболее прогрессивных странах мира таких, как США (82,9 тыс.), Япония (62,4 тыс.), Германия и Великобритания (28,7 тыс.). Нашей стране удавалось удерживать такие показатели вплоть до распада СССР в 1991 году, когда число зарегистрированных изобретений сократилось в четыре раза.
За счёт рационализаторских предложений в СССР обеспечивалось в среднем 30-35 % общего роста производительности труда, 50-60 % экономии материальных и сырьевых и около 80 % экономии топливно-энергетических ресурсов.
В 1973 году ВОИР было награждено орденом Ленина за достижения в популяризации изобретательства и рационализации.
Специализированный журнал «Изобретатель и рационализатор» получил Знак Почёта (в 1979 г).
В 1981 году утверждено Почетное звание «Заслуженный изобретатель СССР».

### Российская Федерация
Накануне распада СССР, 21 марта 1991 года в Москве состоялся Учредительный съезд Общественной организации «Всероссийское общество изобретателей и рационализаторов» (ВОИР). На этом съезде были приняты Устав и другие программные документы, избран Центральный совет (ЦС) ВОИР и различные руководящие органы Общества сроком на пять лет.
Вскоре после распада СССР, 29 апреля 1992 года прошла Конференция ВОИР, на которой были внесены изменения и дополнения в Устав Общества. На тот период в ВОИР официально числилось около 3,5 млн членов. Впоследствии эта цифра стала резко сокращаться.
Всего по настоящее время прошло семь съездов ВОИР:
- I съезд — 21 марта 1991 года;
- II съезд — 11 декабря 1996 года;
- III съезд — 26 июля 2002 года;
- IV съезд — 12 сентября 2007 года;
- V съезд — 25 июля 2012 года;
- внеочередной съезд — 25 октября 2016 года;
- VI съезд — 1 июля 2017 года.

В частности, 25 октября 2016 года на состоявшемся внеочередном съездe ВОИР были переизбраны руководящие органы Общества, а также обновлён кадровый состав Центрального совета. Новым Президентом и Председателем ЦС ВОИР был избран Антон Анатольевич Ищенко — депутат Государственной Думы VI созыва, председатель Оргкомитета Всероссийской конференции «Юные техники и изобретатели» в ГД РФ. Бразды правления крупнейшей общественной организацией страны ему передал Юрий Юльевич Манелис, который бессменно руководил ВОИР с 1991 года.
Заместителями Председателя ЦС ВОИР были избраны: Дмитрий Александрович Протасовский, руководитель инфраструктурного проекта по комплексной поддержке изобретателей при внедрении и реализации прикладных изобретений «Я придумал» и Дмитрий Иванович Зезюлин, Президент Международного салона изобретений и инновационных технологий «Архимед».
Предельно насыщенной оказалась и повестка дня VI съезда ВОИР, состоявшегося 1 июля 2017 года и приуроченного к 85-летию Общества. На нём были обсуждены и приняты решения по важнейшим вопросам развития российского изобретательского движения, утверждена новая редакция Устава Общества, принята Программа развития ВОИР на 2017—2022 годы, избран новый состав руководящих органов.
Президентом ВОИР был избран Михаил Валентинович Ковальчук, Президент НИЦ «Курчатовский институт». Вице-президентом ВОИР избран 
Владимир Михайлович Кононов, депутат Государственной Думы VII созыва. Председателем Центрального совета ВОИР был вновь избран Антон Анатольевич Ищенко, а его заместителями — Дмитрий Александрович Протасовский и Дмитрий Иванович Зезюлин.
В приветственной телеграмме участникам юбилейного VI съезда ВОИР Президент РФ В. В. Путин высоко оценил роль и значение изобретательского сообщества страны. Глава государства отметил важность продолжения творческого, созидательного и новаторского труда, а также успехи нынешнего поколения изобретателей и рационализаторов в решении задач, связанных с наращиванием научно-технического потенциала России, переходом нашей экономики на инновационный путь развития.
ВОИР сегодня — единственная в стране общественная организация федерального масштаба, имеющая почти вековые традиции. ВОИР обладает уникальным опытом в области развития технологий, объединяет техническую элиту страны, координирует деятельность предприятий и физических лиц, занимающихся изобретательством и рационализаторством.
В настоящее время ВОИР объединяет более 100 тысяч новаторов в 60 регионах страны. В его состав входят: 11 республиканских (в составе РФ) Советов ВОИР; 6 краевых Советов ВОИР; 43 областных Советов ВОИР; свыше 100 организаций ВОИР среднего звена (городские, районные, объединённые и др.); более 1500 первичных организаций ВОИР и ряд структурных формирований (общественные институты технического творчества и патентоведения, консультационные пункты). Одна из амбициозных программных целей Общества — добиться к 2022 году вступления в ряды ВОИР до 1 млн человек.

## Органы управления Общества
- Съезд ВОИР
- Центральный совет ВОИР
- Президиум Центрального совета ВОИР
- Бюро президиума Центрального совета ВОИР
- Президент Общества
- Вице-президент Общества
- Председатель Центрального совета ВОИР
- Исполнительная дирекция ВОИР
- Региональные организации ВОИР

## Комитеты ВОИР
В структуру ВОИР входят семь комитетов:
- Комитет по коммерциализации и внедрению РИД
- Комитет по перспективному развитию ВОИР
- Комитет по взаимодействию с госорганами и рег сотрудничеству
- Комитет по защите прав на РИД и нормотворчеству
- Комитет по образованию и развитию человеческого капитала
- Комитет по конгрессно-выставочной деятельности
- Комитет по наградам и соцобеспечению — Председатель Сметана Владимир Васильевич

Деятельность всех Комитетов Общества предполагает коллективную работу экспертов, изобретателей и рационализаторов, представителей предприятий, государственных учреждений, предпринимательского сообщества. В рамках Комитетов анализируются процессы развития изобретательства и рационализаторства, детско-юношеского технического творчества, правовые особенности, вопросы отраслевого взаимодействия, межрегионального и международного сотрудничества и др., вырабатываются рекомендации для решения конкретных проблем.

## Отраслевые Советы ВОИР
В структуру ВОИР входят 20 отраслевых Советов: по развитию технологий в оборонно-промышленном комплексе; по инновационному развитию в энергетическом комплексе; по инновационному развитию здравоохранения и фармацевтики; по развитию технологий в авиации и космосе и др.
Отраслевые Советы ВОИР используют в своей работе различные методы, в том числе: мониторинг, анализ и выявление существующих проблем отрасли, потенциальные возможности для их решения. В состав Советов входят авторитетные отраслевые эксперты, обладающие достаточным уровнем знаний и навыками для реализации поставленных целей.
ВОИР гордится своим кадровым «золотым фондом». Несмотря на различные сложности, прежде всего финансового характера, практически все нынешние структурные подразделения ВОИР, особенно в регионах, держатся на плечах пламенных энтузиастов новаторского дела.
Большой личный вклад в развитие и популяризацию изобретательского, рационализаторского движения внесли бывшие руководители региональных организаций ВОИР: Николаева Тагзима Галиевна (Тюменская область); Нагимулина Светлана Алексеевна (Красноярский край); Курносов Валерий Игоревич (г. Санкт-Петербург и Ленинградская область).
Продолжают оставаться в «строю» такие признанные лидеры региональных изобретательских сообществ как: Тигров Вячеслав Петрович (Липецкая область); Окунев Алексей Васильевич (Свердловская область); Комиссаров Василий Варсонофьевич (Республика Чувашия); Иванов Юрий Алексеевич (Ярославская область); Цыбульников Сергей Иванович (Белгородская область); Зезюлин Дмитрий Иванович (г. Москва).
С большим энтузиазмом взялись за дело вновь избранные в 2016—2017 годах руководители региональных организаций ВОИР: Россошанский Андрей Владимирович (Саратовская область, ныне он — Первый заместитель председателя Правительства Республики Марий Эл); Кокоулин Дмитрий Сергеевич (Новосибирская область); Соколов Леонид Иванович (Вологодская область) и др.
Существенный положительный опыт работы накоплен в Обществе изобретателей и рационализаторов Республики Татарстан, которым с 2010 года бессменно руководит большой энтузиаст новаторского дела Гайсин Ленар Гайнуллович. В Татарстане создана солидная нормативно-правовая база по развитию изобретательства и рационализаторства.
В новых экономических условиях новое руководство ВОИР считает необходимым заново выстраивать систему мотивации новаторов, более эффективно стимулировать их к изобретательству.
В числе приоритетных задач обновляемого ВОИР: коммерциализация отечественных изобретений, рационализаторских предложений; содействие полноценному формированию рынка интеллектуальной собственности в РФ; вывод на рынок новых отечественных инновационных товаров, с акцентом на товары народного потребления; создание высокотехнологичных производств; социальная и правовая поддержка изобретателей и рационализаторов; повышение престижа и популяризация изобретательской и рационализаторской деятельности; выявление и воспитание молодых и талантливых новаторов, способных достойно представить Россию на международных рынках; формирование поколения изобретателей и рационализаторов новой формации, обладающих компетенциями и навыками инновационного предпринимательства и др.
В планах ВОИР — реализация ряда проектов федерального масштаба, в том числе: создание финансовой и информационной инфраструктуры для коммерциализации результатов интеллектуальной деятельности и мотивации вовлечения граждан в изобретательское движение — Российский аукцион результатов интеллектуальной деятельности «РАУРИД»; создание системы управления интеллектуальной собственностью и координации деятельности малых инновационных предприятий (МИП); создание специального раздела в государственной информационной системе промышленности (ГИСП) «Перспективные товары для российской промышленности»; создание Национальной информационной системы Бюро рационализации и изобретательства (НИС БРИЗ) и др.
Центральный совет Всероссийского общества изобретателей и рационализаторов (ВОИР) расположен по адресу: 105122, г. Москва, ул. Щёлковское шоссе, дом 5, стр. 1, офис 602-3 (м. Черкизовская).

## Награды
В 1973 году Указом Президиума Верховного Совета СССР за большой вклад в развитие изобретательского и рационализаторского движения в стране ВОИР было награждено орденом Ленина. Эту высокую по тем временам награду в торжественной обстановке на IV съезде ВОИР (28 февраля-2 марта 1973 года) вручал Заместитель Председателя Президиума Верховного Совета СССР Т. К. Кулатов.

## Праздники
Указом  Президиума Верховного Совета СССР от 24 января 1979 года был учреждён ежегодный официальный праздник «Всесоюзный день изобретателя и рационализатора», который широко отмечался в последнюю субботу июня.
В современной России в это же время продолжают отмечать «День изобретателя и рационализатора».

## Почётные звания
В советское время уделялось большое внимание не только материальному, но и моральному стимулированию отечественных новаторов. Так, в 1959—1961 годах в союзных республиках СССР были приняты законодательные акты об учреждении республиканских почётных званий «Заслуженный изобретатель» и «Заслуженный рационализатор». 
К примеру, почётное звание «Заслуженный изобретатель РСФСР» было установлено Указом Президиума Верховного Совета РСФСР от 20 апреля 1961 года № 249. Тем же указом было установлено и почётное звание «Заслуженный рационализатор РСФСР».
Указом Президиума Верховного Совета СССР от 28 декабря 1981 года № 6277-Х было установлено почётное звание «Заслуженный изобретатель СССР». К нему представлялись (Государственным комитетом СССР по делам изобретений и открытий, а также Центральным советом ВОИР) авторы изобретений, открывшие новые направления в развитии техники и технологии или имевшие особо важное народнохозяйственное значение. Всего этим почётным званием с 1983 по 1991 годы было удостоено 16 человек. В том числе, такие крупнейшие учёные и новаторы производства как: Б. Е. Патон, Л. Н. Кошкин, С. Н. Фёдоров, Г. А. Илизаров и другие.
С 1992 года, после распада СССР и создания на его базе независимых государств были изменены и названия почётных званий. Например, после изменения наименования государства с «РСФСР» на «Российская Федерация» в наименовании почётного звания «Заслуженный изобретатель РСФСР» аббревиатура «РСФСР» была заменена словами «Российской Федерации». С 1992 года это почётное звание стало присваиваться указами Президента Российской Федерации.
Указом Президента Российской Федерации от 30 декабря 1995 года № 1341 «Об установлении почётных званий Российской Федерации, утверждении положений о почётных званиях и описания нагрудного знака к почётным званиям Российской Федерации» были установлены почётные звания «Заслуженный изобретатель Российской Федерации» и «Заслуженный рационализатор Российской Федерации» (с отменой Указа Президиума Верховного Совета РСФСР от 20 апреля 1961 года).
Указом Президента Российской Федерации от 7 сентября 2010 года № 1099 «О мерах по совершенствованию государственной наградной системы Российской Федерации» почётные звания «Заслуженный изобретатель Российской Федерации» и «Заслуженный рационализатор Российской Федерации» были упразднены.
Почётное звание «Заслуженный изобретатель Российской Федерации» вновь было установлено Указом Президента Российской Федерации от 24 октября 2012 года № 1436. 
В настоящее время ВОИР добивается принятия такого же решения и по другому упразднённому почётному званию — «Заслуженный рационализатор Российской Федерации».
Ранее имелись звания «Заслуженные изобретатели» союзных республик СССР.

## Нагрудный знак
Нагрудный знак «Изобретатель СССР» был введён на основании Постановления ЦК КПСС и Совета Министров СССР от 20 августа 1973 года № 575, совместным постановлением Государственного комитета Совета Министров СССР по делам изобретений и открытий и ВОИР от 12 декабря 1974 года.
Этот нагрудный знак выдавался в СССР автору (каждому соавтору) изобретения с первым авторским свидетельством, зарегистрированным в Государственном реестре изобретений СССР после 20 августа 1973 года, при подтверждении факта использования изобретения в народном хозяйстве.

### Наградные значки
В советское время, особенно в 1970—1980 годы, широкое распространение получило награждение отличившихся изобретателей и рационализаторов различными нагрудными значками ВОИР. Например: «Лауреат конкурса ВОИР», «За активную работу в ВОИР», «Наставник ВОИР», «Отличник изобретательства и рационализации ВОИР» (по годам), «Отличник-организатор технического творчества ВОИР» и другие.
Решения о награждении отличившихся новаторов значками принимались различными выборными органами ВОИР. Вручение наград осуществлялось в торжественной обстановке.

## Журнал
Существенную роль в мобилизации новаторских рядов, пропаганде научных знаний и изобретений сыграл ежемесячный советский журнал «Изобретатель», который выходил в свет с 1929 по 1938 годы. Первый номер открывался полемической статьёй Альберта Эйнштейна «Массы, вместо единиц».
В журнале публиковались творческие решения актуальных задач в сфере изобретательства и рационализаторства. Большинство разработок, о которых писалось в журнале, было пригодно к непосредственному использованию, описывались модели, опытные образцы.
С 1956 года журнал снова стал выходить в свет. Сначала под названием «Изобретательство в СССР», а с 1958 года — «Изобретатель и рационализатор» (учредителем журнала стало ВОИР).
В 1979 году «за плодотворную работу по массовому вовлечению трудящихся в активное техническое творчество» журнал «Изобретатель и рационализатор» был награждён орденом Знак Почёта.
До 2006 года журнал входил в Список научных журналов ВАК Минобрнауки России.
В декабре 2015 года из-за отсутствия необходимого финансирования печатная версия журнала прекратилась. Но благодаря костяку журналистов журнал «Изобретатель и рационализатор» два года выходил в электронной версии. Новое руководство ВОИР предприняло меры по изысканию необходимых денежных средств и спонсоров для спасения этого уникального и старейшего в стране научно-популярного специализированного журнала. Благодаря этому с начала 2018 года журнал «Изобретатель и рационализатор» вновь стал выходить в бумажном варианте.